# Scott McGinnis
Pour les articles homonymes, voir McGinnis.
Scott McGinnis (né le 19 novembre 1958 à Glendale, en Californie) est un acteur et réalisateur américain.

## Biographie
Scott McGinnis a commencé sa carrière au cinéma et à la télévision en tant qu'acteur. Il a joué notamment dans Star Trek 3 : À la recherche de Spock (1984). Il s'est ensuite reconverti dans la réalisation et a dirigé deux longs métrages ainsi que plusieurs épisodes de séries télévisées.

## Filmographie

### Comme acteur

#### Cinéma
- 1982 : Wacko (en) : Norman Bates
- 1983 : Joysticks : Jefferson Bailey
- 1984 : Les Moissons du printemps : Michael
- 1984 : Making the Grade (en), de Dorian Walker : Bif
- 1984 : Star Trek 3 : À la recherche de Spock : Mr Adventure
- 1985 : Une amie qui vous veut du bien (Secret Admirer) : Steve Powers
- 1985 : Thunder Alley de Joseph S. Cardone
- 1986 : Odd Jobs (en) : Woody
- 1988 : You Can't Hurry Love : Skip

#### Télévision
- 1981 : Lou Grant (série télévisée, saison 4 épisode 18) : Jerome Dunham
- 1981 : Monsieur Merlin (série télévisée, saison 1 épisode 11) : Vince
- 1982 : Drôle de vie (série télévisée, saison 3 épisode 20) : Dink Lockwood
- 1987 : Le Voyageur (série télévisée, saison 4 épisode 3) : Cal
- 1991 : Arabesque (série télévisée, saison 8 épisode 1) : Scott Freelander

### Comme réalisateur

#### Cinéma
- 1994 : Liaison trouble (en)
- 1995 : Dernier Souffle

#### Télévision
- 1997-2000 : Chérie, j'ai rétréci les gosses (série télévisée, 18 épisodes)
- 1999-2001 : Angel (série télévisée, épisodes L'Appartement de Cordelia et L'Ordre des morts-vivants)
- 2002 : La Double Vie d'Eddie McDowd (série télévisée, saison 3 épisode 1)